# Ein Fall für TKKG: Drachenauge
Ein Fall für TKKG: Drachenauge ist ein 1992 veröffentlichter Abenteuerfilm für Kinder. Es handelt sich um den ersten Kinofilm, der auf der erfolgreichen Jugendkrimiserie TKKG des Schriftstellers Stefan Wolf (Rolf Kalmuczak) fußt.

## Handlung
Nach der Befreiung von Hunden, die für den Verkauf an eine Tierversuchsanstalt entführt worden waren, führt einer der Hunde die TKKG-Bande zu einem kleinen Loch im Wald. Es handelt sich um den Eingang zu einer mit Fallen gespickten, unterirdischen Höhle. Dort finden TKKG eine Inschrift in deutscher Schrift mit einem Gedicht, das auf den Verbleib des sagenumwobenen Schwertes Drachenauge hindeutet, das einst dem Herren der nahegelegenen Burg gehörte. Das Besondere daran ist, dass der Griff der Waffe einen faustgroßen roten Rubin, den bisher größten der Welt, enthält. Der Überlieferung nach soll es sich um das Auge eines getöteten Drachen handeln. Da die Inschrift jedoch zerstört wird, haben TKKG nur noch die ersten Zeilen davon im Kopf. Sie erzählen ihrem Geschichtslehrer Schindler von dem Fund, der ein Experte für die Geschichte der Burg ist. Dieser verbietet ihnen aber jede weitere Untersuchung der Höhle, weil es angeblich zu gefährlich sei und er damit in Schwierigkeiten geraten könnte. Schindler will in Wirklichkeit den Schatz selber finden. In einer alten Schiller-Ausgabe findet er vorne eine vollständige Wiedergabe des Gedichts eingetragen, das von einem Dichter namens Krachwang stammt. Durch Zufall entdeckt er zudem, dass im Buch hinter den Seiten ein Teil einer Schatzkarte, die zu Drachenauge führt, versteckt ist. Er geht davon aus, dass die anderen Werke dieser Schiller-Ausgabe die restlichen Kartenteile enthalten. Dieser hat er allerdings dem Antiquitätenhändler Hirnvogel verkauft und versucht nun, diese zurückzuerwerben. Hirnvogel bringt ihn dazu, seine Bücher für mehr als den doppelten Preis des damaligen Verkaufs zurückzukaufen. Dies macht den Händler misstrauisch und er gibt Schindler nur sechs seiner neun Bücher. Gemeinsam mit seinem kriminellen Partner Schratt setzt er sich nun ebenfalls auf die Spur von Drachenauge. Hirnvogel findet in einem der drei zurückgehaltenen Bücher einen Teil der Schatzkarte. Schindler klebt alle anderen Teile aus seinen Büchern zu einer Schatzkarte zusammen, doch ein Teil (eben besagtes) fehlt. Daher tut er sich mit Hirnvogel und Schratt zusammen, als diese ihn erpressen. Als Schindler TKKG bei einem weiteren Aufenthalt in der Höhle erwischt, erlegt er Tim und Klößchen verschärften Hausarrest auf. Nachdem Schindler von Schratts Helfern fast umgebracht wird, verständigt Schindler schließlich Kommissar Glockner, der den TKKG-Freunden zu Hilfe kommt. TKKG können das Schwert in Sicherheit bringen und die Verbrecher werden festgenommen. Das Schwert wird schließlich im Schloss ausgestellt, auf einer dort befindlichen Informationstafel werden sowohl TKKG als auch Herr Schindler als Entdecker genannt.

## Produktion und Vermarktung
Die Leser der Bravo wurden 1990 dazu eingeladen, sich zu einem Casting für den Film zu bewerben. Die drei männlichen Hauptdarsteller wurden nach Probeaufnahmen schließlich über diesen Weg gefunden. Ähnlich wie die meisten Darsteller der TKKG-TV-Serie zuvor traten die Jungschauspieler aber kaum weiter vor der Kamera auf.
In den USA wurde der Film unter dem Titel Four Junior Detectives („Vier Nachwuchsdetektive“)  veröffentlicht. Er erhielt scheinbar eine Fortsetzung mit dem Film Four Junior Detectives II. Dabei handelte es sich allerdings um den Film Das sprechende Grab von 1994 in der als Nachwuchsdetektive die Knickerbocker-Bande bestehend aus zwei Jungen und zwei Mädchen ermittelt.
Neben einem O-Ton-Hörspiel in zwei Teilen wurde die Geschichte auch als Roman der regulären TKKG-Buchreihe veröffentlicht und als Hörspiel Kampf um das Zauberschwert „Drachenauge“ für die Hörspielserie aufgenommen.

## Rezeption
Das Lexikon des internationalen Films schreibt: „Ein nach einer erfolgreichen Jugendbuchreihe entstandenes spannendes Kinoabenteuer, gut gespielt und handwerklich solide inszeniert.“

## Auszeichnungen
- 1994: Goldene Medaille beim Internationalen Kinderfilmfestival in Giffoni Valle Piana/Italien